# 苏莱雅

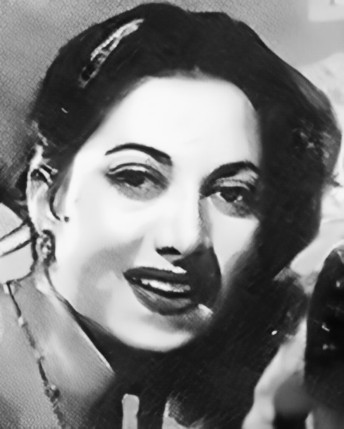
苏莱雅

苏莱雅（Suraiya，1929年6月15日—2004年1月31日）是一位印度女演员兼歌手，曾参与印地语电影的演出。 
苏莱雅生于拉合尔，一岁时随家人搬到了孟买。 1963年之后她因健康状况不佳而淡出熒幕。她于2004年1月31日因患有低血糖、缺血等多种疾病而去世。